# 8a Divisió (Exèrcit Popular de la República)
La 8a Divisió va ser una de les divisions de l'Exèrcit Popular de la República que es van organitzar durant la Guerra Civil espanyola sobre la base de les Brigades Mixtes. Va estar desplegada en el front de Madrid.

## Historial
La unitat va ser creada el 31 de desembre de 1936, quedant formada per les brigades mixtes 35a, 37a i 44a; la divisió va ser assignada al Cos d'Exèrcit de Madrid, cobrint el sector que anava des de Valdemorillo a El Pardo.
La 8a Divisió tenia la seva caserna general situada a El Pardo.
Al març de 1939 la 8a Divisió, amb el seu comandant Guillermo Ascanio al capdavant, es va posicionar contra del cop de Casado i va reaccionar ocupant posicions clau a Madrid. El matí del 6 de març forces de la divisió van atacar els Nuevos Ministerios, defensats per la 112a Brigada de la 65a Divisió —fidel a Casado—, aconseguint prendre el control del complex. Al migdia altres brigades de la 8a Divisió procedents de la sierra van ocupar Chamartín i a mitjan tarda es van fer amb Ciudad Lineal, on es trobava l'Estat Major del II Cos d'Exèrcit, —la qual cosa va obligar el seu comandant, el coronel Emilio Bueno Núñez del Prado, a sumar-se al contraatac anticasadista. A la nit també aconseguirien conquistar la posició «Jaca», seu de l'Estat Major de l'Exèrcit del Centre. L'endemà altres forces es van unir en suport d'Ascanio.
Després del final dels combats Ascanio seria destituït i empresonat per les forces casadistes, i substituït pel major de milícies Antonio Contreras.

## Comandaments
Comandants
- comandant d'infanteria Eduardo Cuevas de la Peña;[4]
- tinent coronel d'infanteria Julián Fernández-Cavada;[5]
- tinent coronel de carrabiners Tiburcio Díaz Carrasco;
- major de milícies Guillermo Ascanio;[6]
- major de milícies Antonio Contreras Martínez;

Comissaris
- Pedro Bono Piombo;
- Eduardo Belmonte Bravo;
- Manuel Piñero Bello, del PCE;[7]
- Nicolás Yuste Serra, del PCE;[8]
- Luis Rabojen Cos;

Cap d'Estat Major
- capità d'Infanteria Rosendo Piñeiroa Plaza;
- coronel Carlos Álvarez Alegría;
- capità de carrabiners José Vera Dávila;

## Ordre de batalla
| Data               | Cos d'Exèrcit adscrit   | Brigades Mixtes integrades | Front de batalla |
| ------------------ | ----------------------- | -------------------------- | ---------------- |
| Desembre de 1936   | Cos d'Exèrcit de Madrid | 35a, 37a i 44a             | Centre           |
| Gener de 1937      | Cos d'Exèrcit de Madrid | 37a, 44a i 69a             | Centre           |
| 4 d'abril de 1937  | VI Cos d'Exèrcit        | 37a i 44a                  | Centre           |
| 30 d'abril de 1938 | VI Cos d'Exèrcit        | 43a, 44a i 61a             | Centre           |
| 30 de maig de 1938 | II Cos d'Exèrcit        | 44a, 111a i 112a           | Madrid           |
| Novembre de 1938   | II Cos d'Exèrcit        | 44a i 111a                 | Centre           |